# Canary Club
Canary Club (キャナァーリ倶楽部, kyanārikurabu), d'abord appelé brièvement Canaria Club, est un groupe féminin de J-pop créé en 2007.

## Présentation
Le groupe est créé en 2007 par le producteur Tsunku dans le cadre du Nice Girl Project! sur son label TNX en partenariat avec l'agence Space Craft Group. Il est composé au départ de neuf idoles japonaises, dotées de surnoms comme noms de scène. Les membres sont parfois divisées en deux sous-groupes, les CAN'S et les Aries (あ〜りぃず) ("can-aries"). Deux membres quittent le groupe en 2009, dont Eri~na qui continue comme soliste du Nice Girl Project! ; une nouvelle membre, Chiichan, est sélectionnée en remplacement. Les membres participent au projet MM Gakuen Gasshōbu pour la série Gokujō!! Mecha Mote Iinchō en 2009 et 2010. Deux d'entre elles sont lancées en solo en parallèle au groupe : Mana Ogawa comme chanteuse soliste et seiyū en 2009, et Mikiho Niwa comme actrice en 2010. Une troisième membre (Ucchi) part en 2010, puis deux autres (Macchan et Okkyan) en mai 2011.
En 2011, le partenariat entre Space Craft Group et TNX cesse, et un nouveau site officiel, indépendant de TNX, est ouvert en septembre. Seules quatre des membres y sont présentées, sous leurs noms complets : Chiichan en est absente, probablement pour des raisons contractuelles d'agence, mais son départ du groupe n'est pas officiellement annoncé. Cependant,  cette dernière quitte officiellement le groupe en janvier 2015.

## Membres
Membres officielles
- Mana Ogawa  (小川真奈, née le 2 juillet 1993), alias Ogamana, également soliste du Nice Girl Project!
- Mikiho Niwa (丹羽未来帆, née le 27 septembre 1989), alias Mikki, également soliste du Nice Girl Project!
- Ayumi Takada (ja:高田あゆみ, née le 20 octobre 1984), alias Ayubee
- Ikuko Ōura (ja:大浦育子, née le 22 septembre 1989), alias Ikucchi

Membre additionnelle
- Chihira Mochida (ja:持田千妃来, née le 12 octobre 1997), alias Chiichan, rejoint fin 2009

Ex-membres
- Riho Sugiura  (ja:杉浦里穂, née le 3 février 1992), alias Rippon, quitte en janvier 2009
- Erina Hashiguchi (橋口恵莉奈, née le 18 novembre 1996), alias Eri~na, quitte en juin 2009, soliste du Nice Girl Project!
- Yuma Uchida (ja:内田由麻, née le 7 novembre 1994), alias Ucchi, quitte en mars 2010
- Yurie Matsui (ja:松井友里絵, née le 6 avril 1988), alias Macchan, quitte en mai 2011
- Reiko Okada (ja:岡田怜子, née le 19 juin 1993), alias Okkyan, quitte en mai 2011

## Sous-groupes
(Ex-) CAN'S
- Mana Ogawa
- Ayumi Takada
- Riho Sugiura
- Erina Hashiguchi

(Ex-) Aries
- Ikuko Ōura
- Mikiho Niwa
- Yuma Uchida
- Yurie Matsui
- Reiko Okada

## Discographie

### Albums
- 17 octobre 2007 : 1 Kanari Canary (①かなりキャナァーリ?) (mini-album)
- 26 août 2009 : 2 Eejanaika (②エエジャナイカ?)

### Singles
- 3 mai 2007 : Sweet & Toughness (SWEET & TOUGHNESS)
- 25 juillet 2007 : Seishun Banzai! (青春万歳!?)
- 1er janvier 2008 : Faith! (FAITH!)
- 9 avril 2008 : Nishiki Kazare (ニシキカザレ?)
- 16 juillet 2008 : Hitomi ga Kirakirara (瞳がキラキララ?)
- 4 août 2010 : Daisukki! (ダイスッキ!?)

### Vidéos
- 2008.05.24 : Canary Club Live Document DVD Omaketsuki -2008.4.6 Sunphonix Hall in Yokohama Arena - Yokohama Canaria Diamond (キャナァーリ倶楽部　ライブドキュメントDVDおまけつき-2008.4.6サンフォニックスホールin横浜アリーナ～横浜キャナリアダイヤモンド～)
- 2008.07.25 : Canary Club Genki da! Mizugi da! Saipan da! (キャナァーリ倶楽部 元気だ!水着だ!サイパンだ!)
- 2008.07.25 : Canary Club Hajimete no Saipan Hitorijime! (キャナァーリ倶楽部 初めてのサイパンひとりじめ!)
- 2008.09.10 : Canary Club Single V Clips 1 (キャナァーリ倶楽部 シングルVクリップス①)
- 2009.02.27 : Canary Club 2008 Aki ~Shibuya de Kirakirara (キャナァーリ倶楽部2008秋~渋谷でキラキララ~)